# كارلو بيدريتي
كارلو بيدريتي (بالإيطالية: Carlo Pedretti)‏ (و. 1928 – 2018 م) هو مؤرخ الفن، ومؤرخ من إيطاليا، ومملكة إيطاليا، ولد في كازاليكيو دي رينو، توفي عن عمر يناهز 90 عاماً.

## جوائز
حصل على جوائز منها:

نيشان الاستحقاق الإيطالي للثقافة والفنون ‏